# 牡山羊の像
牡山羊の像（おすやぎのぞう、英語: Ram in a Thicket）は、イラク南部にあるウルの王墓で発掘された2体1対のオス山羊の像。製作年代は紀元前2600年から2400年頃で、発掘された2体のうち1体は大英博物館56号室のメソポタミア・ギャラリーに、もう1体はアメリカ・フィラデルフィアにあるペンシルベニア大学考古学人類学博物館に所蔵されている。

## 発見と命名
牡山羊の像は、1928年から1929年にかけて行われた大英博物館とペンシルベニア大学の合同発掘調査によって、ウル王墓の「死の穴（Great Death Pit、死の大坑道とも）」と呼ばれたPG1237号墓から発掘された。発掘調査は考古学者レオナード・ウーリーが指揮をとり、1922年に始められたものであり、ウーリーは発見された像に「Ram in a Thicket （直訳：茂みの雄羊）」と名付けた。これは、神がアブラハムに息子イサクを生贄に捧げるよう命じる、『創世記』の「イサクの燔祭」という逸話に由来するものである。『創世記』22章13節には以下のように記されている。
この時アブラハムが目をあげて見ると、うしろに、角をやぶに掛けている一頭の雄羊がいた。アブラハムは行ってその雄羊を捕え、それをその子のかわりに燔祭としてささげた。—『創世記』 22章13節、『聖書』日本聖書協会、1955年

## 像
像は発見されたとき土砂の重みでつぶされて平らになり、内部の木製芯材も腐食していた。頭部や四肢には精巧な彫刻がほどこされていたが、胴体部は比較的大雑把なつくりであった。ウーリーは発掘の際、像がバラバラにならないよう全体を蝋で固めた上で地中から引き出している。牡山羊の頭部と四肢には薄く溶いた歴青を接着剤にして金箔が貼られている。耳部は銅製だが緑青のため緑色になっている。角と肩部の毛皮はラピスラズリで出来ており、胴体の毛衣には厚めに塗った歴青で貝殻が固着されている。山羊の性器にあたる部分にも金箔が貼られており、腹部には銀板があしらわれているが、この銀板は復元の際に酸化してしまった。樹木および花も金箔で覆われている。像の立つ小さな長方形の台座は、貝殻や赤色石灰石、ラピスラズリのモザイクで飾られている。像の前肢と樹木は銀の鎖で繋がれていたようであるが、この鎖は完全に腐食したため復元されていない。2体の牡山羊は元々対面し、後頭部にある金箔を貼られた突起で鉢または何らかの容器を支えていたものとされる。

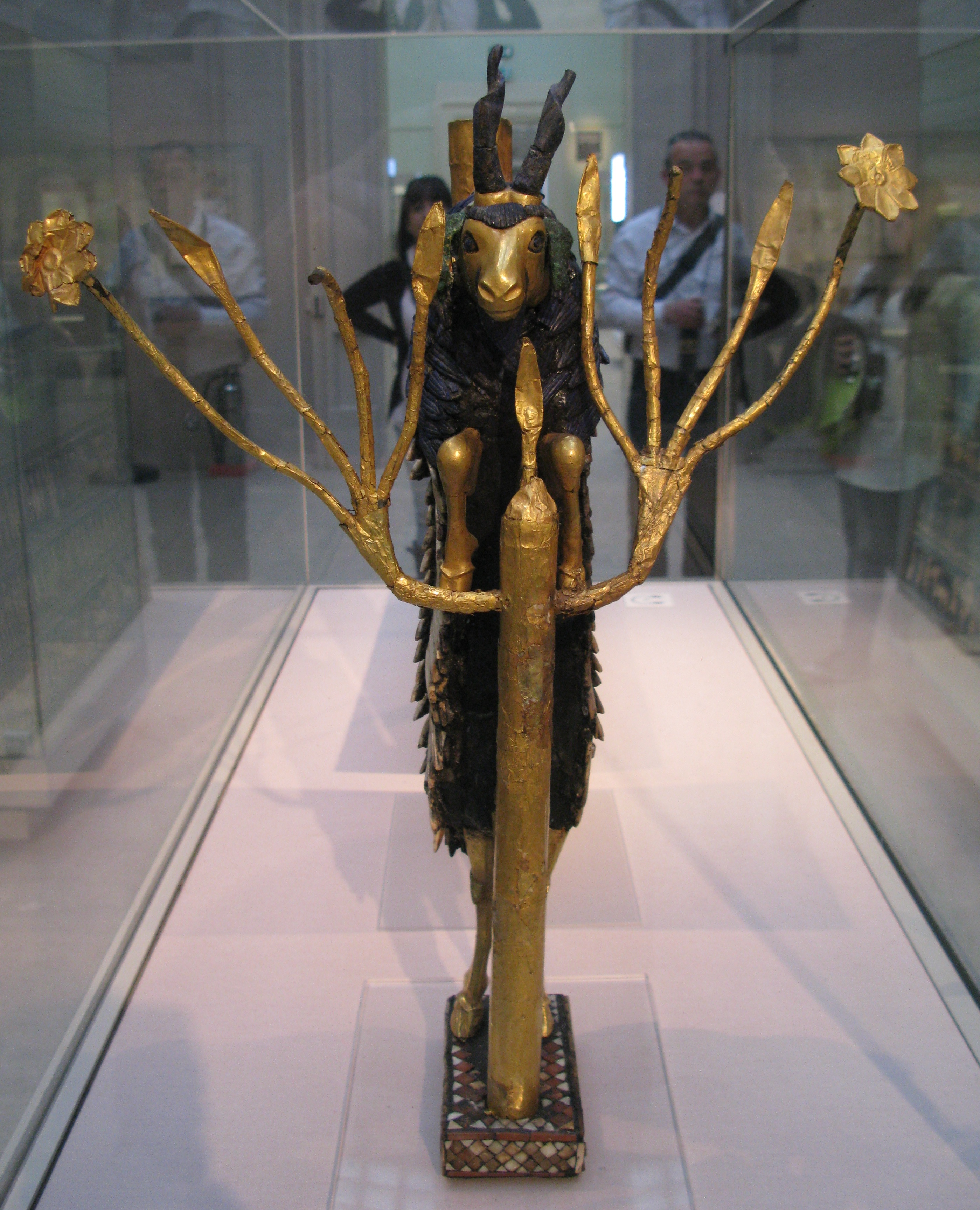
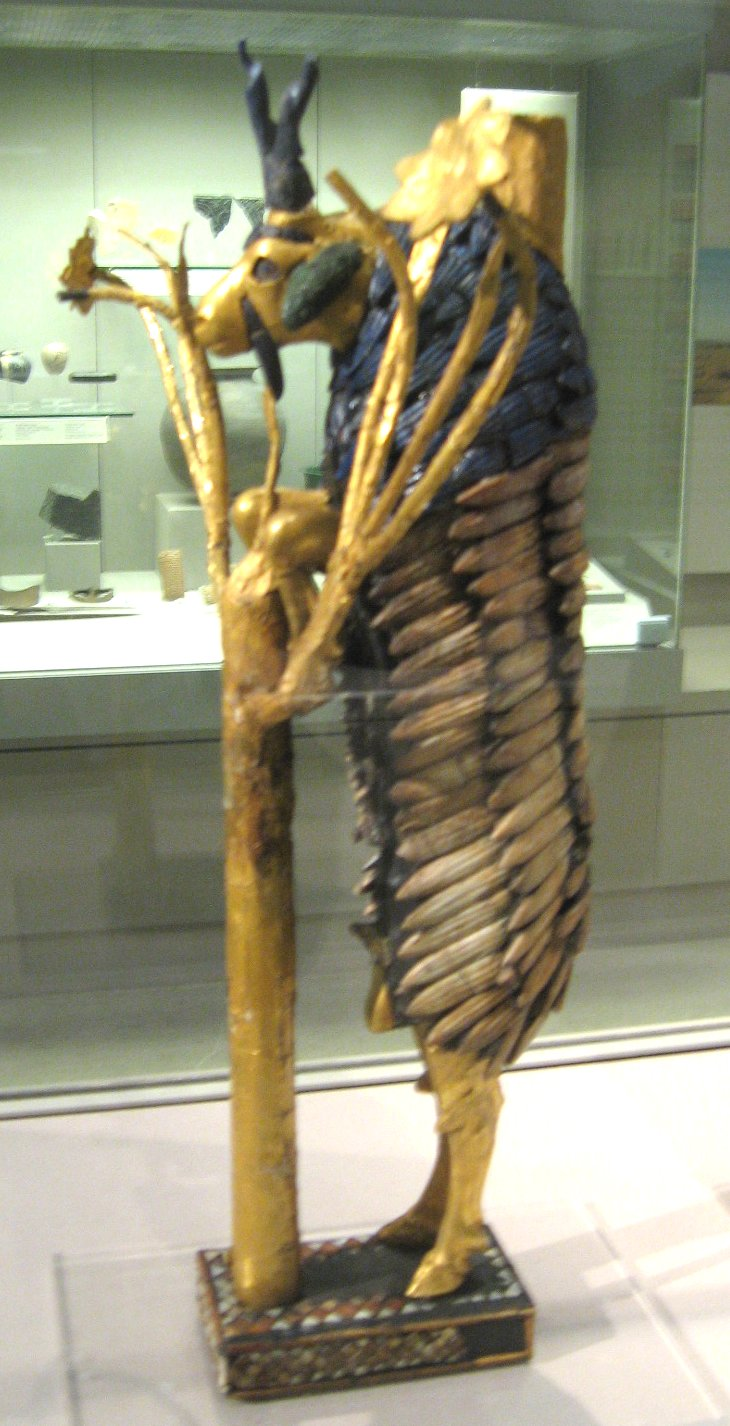